# Celjska Mohorjeva družba
Celjska Mohorjeva družba je prva in najstarejša slovenska založba in tudi danes sodi med večje slovenske klasične založbe s širokim knjižnim repertoarjem vseh zvrsti za vse generacije. 

## Zgodovina
Ustanovljena je bila 27. 7. 1851 v Celovcu, leta 1919 se je morala preseliti na Prevalje, od tam pa 1927 v Celje, kjer ima sedež še danes. 

### Sestrski založbi
Njeni samostojni sestrski založbi delujeta tudi v Celovcu in Gorici.

## Odlikovanja in nagrade
- Odličje sv. Cirila in Metoda (1992)
- zlati častni znak svobode Republike Slovenije (2001)

je družba prejela z naslednjo utemeljitvijo: »za neutrudno širjenje slovenske knjige in utrjevanje narodne zavesti med Slovenci – ob 150-letnici Mohorjeve družbe«.